# Охтирська ікона Божої Матері
Охтирська ікона Божої Матері — ікона, що шанується Українською Православною Церквою. Дата вшанування — 15 липня.

## Історія
2 липня (за старим стилем) 1739 року в місті Охтирка ікону знайшов місцевий священник під час сінокосу біля церкви. Три роки він зберігав її у своєму домі. Ікона виявила цілющі властивості. У 1751 році Священний Синод, закінчивши тривале «слідство про чудеса святої ікони», постановив шанувати Охтирську ікону як чудотворну. На початку 50-х років XVIII століття з благословення єпископа Білгородського Йоасафа, на місці виявлення ікони почалося будівництво храму Покрови Пресвятої Богородиці, який був спроєктований відомим архітектором Бартоломео Растреллі. Будівництво завершилося коштами благодійників в 1768 році.
У Покровському соборі ікона перебувала до 1905 року, коли її було викрадено. Згодо її знайшли в одному з будинків біля храму. Ікона знову зникла під час військових дій у 1917–1920 роках. У 1975 році стало відомо, що ікона знаходиться в Сан-Франциско (США). Список з неї в 1995 році привіз в Охтирку в Покровський собор митрополит Харківський і Богодухівський Никодим (Руснак).

## Іконографія
Іконографія сходить до зразків італо-грецького мистецтва. На іконі зображена скорботна Богоматір зі складеними на грудях в молитві руками (маються інші зводи того ж образу з іншим положенням рук), ліворуч від неї — Ісус Христос, розп'ятий на Голгофському хресті. При цьому висота фігури Христа значно менша висоти фігури Богоматері, тобто в іконі застосована нехарактерна для візантійської іконографії пряма (а не зворотна) перспектива.
У різних репродукціях Богородиця може зображуватися в мафорії, в короні, з непокритою головою.